# 大崎平野
大崎平野（おおさきへいや）は、宮城県北西部に広がる平地の俗称。仙台平野に含まれる。

## 概要
西端は宮城県加美郡加美町小野田地区、東端は遠田郡涌谷町、北端は大崎市古川地域北部の丘陵地帯、南端は遠田郡美里町南郷地区と想定される。
ほぼ東西に平行して東流する鳴瀬川と江合川の二川による度重なる氾濫によって形成された広大な沖積平野であり、現在もその名残と思われる大小無数の河川・水路が大崎平野の北西から東南方向に向かって流れている。なお、大崎市古川中心部を流れる緒絶川はかつての江合川の流路跡と言われており、「緒」（=命）が「絶」えた「川」の名称も「流れが途絶えた古の川の痕跡」が転じたものと言われている。「古川」という地名も同様である。
大崎平野はその地形と水利に恵まれた自然環境により古来より稲作が盛んであった。その証左としては、大崎市古川青塚地区に存在する青塚古墳が挙げられる。この古墳は自然堤防上に築かれており、現在はその上に神社が奉られているものの周囲を一望できる立地にあることから、当時既に稲作を営む集団組織が存在し古墳を造営する程の力を持っていたものと思われる。
現代における大崎平野においても稲作が盛んに行われているが、近年では東北自動車道や東北新幹線、あるいは国道4号の拡幅整備により、製造業を中心とする工場立地が進んでいる。また、大崎平野のほぼ中心に位置する古川地区では、国道4号沿いにロードサイド店舗が多く進出し、宮城県北部における商業の中心となっている。